# Wycombe Wanderers
Die Wycombe Wanderers (offiziell: Wycombe Wanderers Football Club) ist der Name eines englischen Fußballvereins aus High Wycombe, Buckinghamshire.
Der Club trägt seine Heimspiele im Adams Park aus und trägt die Spitznamen The Chairboys (in Bezug auf die Möbelindustrie, derentwegen die Stadt berühmt war) und The Blues (die Blauen). Durch einen 2:1-Sieg über Oxford United am Ende der Playoff-Runde stieg der Verein in der Saison 2019/20 erstmals in die zweitklassige EFL Championship auf.

## Geschichte

### Frühgeschichte als Amateurverein
Der Verein wurde im Jahre 1887 von einer Gruppe englischer Möbelmacher in High Wycombe gegründet und spielte ab 1896 in der Southern Football League. Aufgrund mangelnder Erfolge als Amateurverein in einer Profiliga wechselte man 1908 in die Western Suburban League und nach dem Ersten Weltkrieg in die Spartan League. Nach der Meisterschaft in dieser Liga wurde der Verein 1921 Mitglied der Isthmian League, welche man ab 1956 achtmal gewinnen konnte. Wycombe hat auch den F.A. Amateur Cup, den damals begehrtesten Pokal im englischen Amateurfußball, 1931 gewonnen und 1957 das Endspiel erreicht, aber verlor 3-1 gegen FC Bishops Auckland vor 90.000 Zuschauern im Wembley-Stadion.

### Aufstieg zur Football League und Professionalisierung
1985 wurde der Aufstieg in die Football Conference geschafft. Im Jahre 1990 verließ der Verein das alte Stadion am Loakes Park, um in den neuen Adams Park umzuziehen. Um diese Zeit kam Wycombes bisher erfolgreichster Trainer Martin O’Neill zum Verein. In seiner ersten ganzen Saison gewann Wycombe die FA Trophy und wiederholte den Erfolg im Jahre 1993. Beide Mal reisten 30.000 Wycombe-Anhänger zum alten Wembley-Stadion, um die Spiele anzuschauen.
1993 schaffte man dann den Sprung in die Football League und spielte von nun an in der niedrigsten englischen Profiliga, der Division Three (heute: Football League Two). Der Sprung in die Football League forderte die Professionalisierung des Vereins, was bedeutete, dass viele Spieler ihre (häufig besser bezahlten) Teilzeitjobs kündigen mussten, um Profis zu werden. Trotz dieser Schwierigkeit schaffte der Verein bereits im ersten Jahr durch einen 4:2-Sieg im Endspiel der Play-offs in Wembley den Aufstieg in die Division Two (heute: Football League One) gegen Preston North End.
Nach einem Jahr in der Division Two erreichte Wycombe am Ende der Saison mit Platz sechs seinen bisher höchsten Tabellenplatz und schrammte somit nur einen Platz an den Play-offs vorbei.
In der Vorsaison 1995 verließ O’Neill Wycombe, um Trainer von Norwich City zu werden.

### Beachtenswerte Pokalerfolge
2001 erregte Wycombe landesweit Aufmerksamkeit, als die Mannschaft bis ins Halbfinale des FA Cups einzog. Überraschende Siege wurden dabei gegen die Wolverhampton Wanderers, den FC Wimbledon und den Erstligisten Leicester City eingefahren, bevor man schließlich in der Vorschlussrunde dem FC Liverpool im Villa Park gegenüberstand. 19.500 Wycombe-Anhänger verfolgten dort die 1:2-Niederlage gegen den späteren Pokalsieger.
2006/07 gelang Wycombe erneut der Einzug in ein Pokalhalbfinale – nun im Carling Cup. Nach überraschenden Auswärtssiegen gegen die Premier-League-Mannschaften FC Fulham und Charlton Athletic sowie Siegen gegen Swansea City, die Doncaster Rovers und Notts County stand man in der Runde der letzten vier Mannschaften dem amtierenden englischen Meister FC Chelsea gegenüber. Mit einem beeindruckenden 1:1 im Hinspiel im Adams Park hielt der Viertligist die Begegnung zunächst offen, musste sich dann jedoch nach einer 0:4-Niederlage an der Stamford Bridge doch erwartungsgemäß aus dem Wettbewerb verabschieden.

### Erneuter Abstieg in die Division Three
Nach einer durchwachsenen Saison mussten die Chairboys 2004 den Gang zurück in die Division Three antreten, welche danach in Football League Two umbenannt wurde. Den Wiederaufstieg verpasste man zwei Jahre später nach einer Niederlage gegen Cheltenham Town in den Play-offs. 2007/08 hatte Wycombe es wieder in die Play-offs geschafft, scheiterte diesmal jedoch an Stockport County. Nach einem hart umkämpften 1:1 im Adams Park verlor Wycombe das Rückspiel im Edgeley Park zu Stockport mit 0:1. Der ehemalige Borussia-Dortmund-Spieler und schottische Nationalmannschaftskapitän Paul Lambert trat daraufhin vom Trainerposten zurück.

### Wiederaufstieg in die League One
In der Hinrunde der Saison 2008/09 dominierte der Buckinghamshirer Verein die League Two und wurde erst im November zum ersten Mal geschlagen. In der Rückrunde ließ jedoch die Leistung der Wanderers nach und Wycombe platzierte sich nur aufgrund eines um ein Tor besseren Torverhältnisses gegenüber dem FC Bury auf dem dritten Rang und stieg direkt in die Football League One auf. Das war Wycombes erster direkter Aufstieg seit dem Gewinn der Football Conference im Jahr 1993.
Nach einem enttäuschenden Saisonstart in der League One entließ der Verein im Oktober 2009 den Trainer Peter Taylor und setzte den Trainer des FC Aldershot Town, Gary Waddock, als Nachfolger ein. Trotz des Trainerwechsels lag Wycombe nach der Hinrunde immer noch in der Abstiegszone und konnte den Klassenerhalt nicht schaffen. So stieg man mit nur 45 Punkten erneut in die League Two ab.
Trotz zeitweilig unbeständiger Form in der Saison 2010/11 schaffte Wycombe mit dem 3. Platz in der League Two den sofortigen Wiederaufstieg in die League One. In der folgenden Saison war Wycombe zunächst erneut in den Abstiegskampf verwickelt. Nach vielen schweren Niederlagen (die höchste war ein deutliches 0:6 gegen Huddersfield Town live im Fernsehen) hat Wycombe es geschafft, selber einige Kantersiege zu landen, die Hoffnung machen, einen weiteren Abstieg in die 'League 2' für die Chairboys zu vermeiden.

## Erfolge
- Halbfinale League Cup: 2007
- Halbfinale FA Cup: 2001
- Play-off-Sieger Division Three (heutige EFL League Two): 1994
- Meister Football Conference: 1993
- FA Trophy: 1991, 1993
- FA Amateur Cup: 1931
- Meister Isthmian League: 1956, 1957, 1971, 1972, 1974, 1975, 1983, 1987

## Bekannte Spieler
- Tony Horseman – Rekordtorschütze mit 416 Tore und 749 Einsätzen
- Keith Ryan
- Matt Bloomfield
- Steve Brown
- Dave Carroll
- Jason Cousins
- Tommy Doherty
- Jermaine Easter
- Roger Johnson
- Sean Devine
- Mark Philo
- Mark Rogers
- Danny Senda
- Adebayo Akinfenwa